# Terdoppio
Il Terdoppio est un cours d'eau du Piémont et de la Lombardie en Italie.
Son cours peut être subdivisé en deux tronçons bien distincts et non contigus l’un de l’autre : le Terdoppio Novarese, qui court en province de Novare, et le Terdoppio Lomellino, qui baigne la Lomelline en province de Pavie.
À l’origine le torrent courait depuis la source en direction Sud-sud-est, traversant la moyenne et basse région de Novare et la Lomellina, jusqu’à sa confluence dans le Pô après environ 86 km. Au Moyen Âge, au sud-est de Novare, le torrent fut dévié dans un but d’irrigation, créant ainsi une interruption sur le milieu de son cours naturel.

## Terdoppio Novarese, affluent du Tessin
Naît sur les reliefs des colline Novaresi près des communes d'Agrate Conturbia et Divignano, s’écoule vers le sud, parallèle au torrent Agogna, sur le territoire Ouest de la vallée du Tessin; Frôle la périphérie orientale de Novare après quoi, au Sud-est de la cité entre les communes de Trecate et Sozzago, il se jette dans la Roggia Cerana et prend la direction Est. Avant de rejoindre Cerano, il se divise en deux canaux plus petits : un alimente le tronçon final de la Roggia Mora, un canal artificiel qui baigne la campagne de Vigevano, alors que l’autre tronçon continue vers Est, traversant Cerano et se divisant en un réseau de canaux d’irrigation pour les campagnes environnantes du pays, débouchant enfin dans le Tessin, en territoire de Cassolnovo, après un parcours d’environ 51 km depuis sa source.
Le torrent donne le nom à la cité de Terdobbiate, alors même qu’il ne traverse plus son territoire.

## Terdoppio Lomellino, affluent du Pô
Il se forme à Sozzago de l’union de quelques sources et résurgences sous le nom de torrent Refreddo. Entre en Lombardie, au nord de Gravellona Lomellina où il prend le nom de Terdoppio puis parcourt toute la Lomellina, traversant les communes de Vigevano, Gambolò, Tromello, Garlasco, Dorno et Zinasco jusqu’à confluer à gauche du Pô, en territoire de Sommo.
Le Terdoppio Novarese et le Terdoppio Lomellino peuvent être considérés comme deux cours d’eau différents, entre lesquels il n’existe plus de liaison directe, exception faite du petit fossé qui dérive du Terdoppio Novarese pour aller alimenter le Torrent Refreddo et donc le Terdoppio Lomellino.
Le lit méridional du Terdoppio, comme cela arrive à d’autre cours d’eau (exemple l'Olona) existe grâce aux eaux abondantes des fossés et résurgences qui drainent la basse plaine Novarese.

## Sources
- (it) Cet article est partiellement ou en totalité issu de l’article de Wikipédia en italien intitulé « Terdoppio » (voir la liste des auteurs).

1. ↑  LINEE GENERALI DI ASSETTO IDROGEOLOGICO E QUADRO DEGLI INTERVENTI BACINO DEL TERDOPPIO, Autorità di bacino del fiume Po; on-line in .pdf sur www.adbpo.it (Janvier 2015)